# Alterswilen
Alterswilen è una frazione del comune svizzero di Kemmental, nel Canton Turgovia (distretto di Kreuzlingen).

## Storia

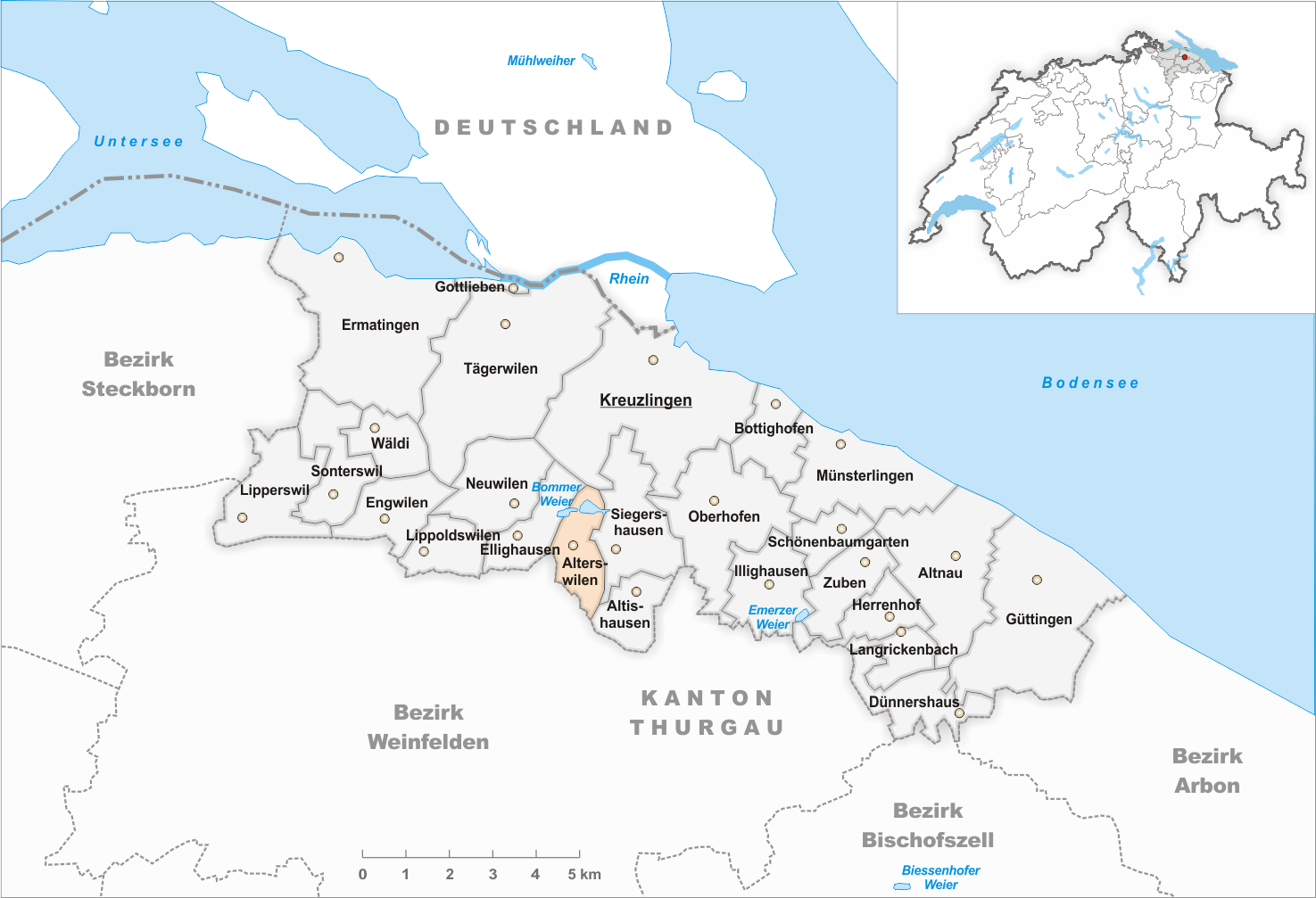
Il territorio del comune di Alterswilen prima degli accorpamenti comunali del 1996

Già comune autonomo (Ortsgemeinde e Munizipalgemeinde) che comprendeva anche la frazione di Bommen, nel 1996 è stato aggregato agli altri comuni soppressi di Altishausen, Dotnacht, Ellighausen, Hugelshofen, Lippoldswilen, Neuwilen e Siegershausen per formare il nuovo comune di Kemmental.

## Monumenti e luoghi di interesse

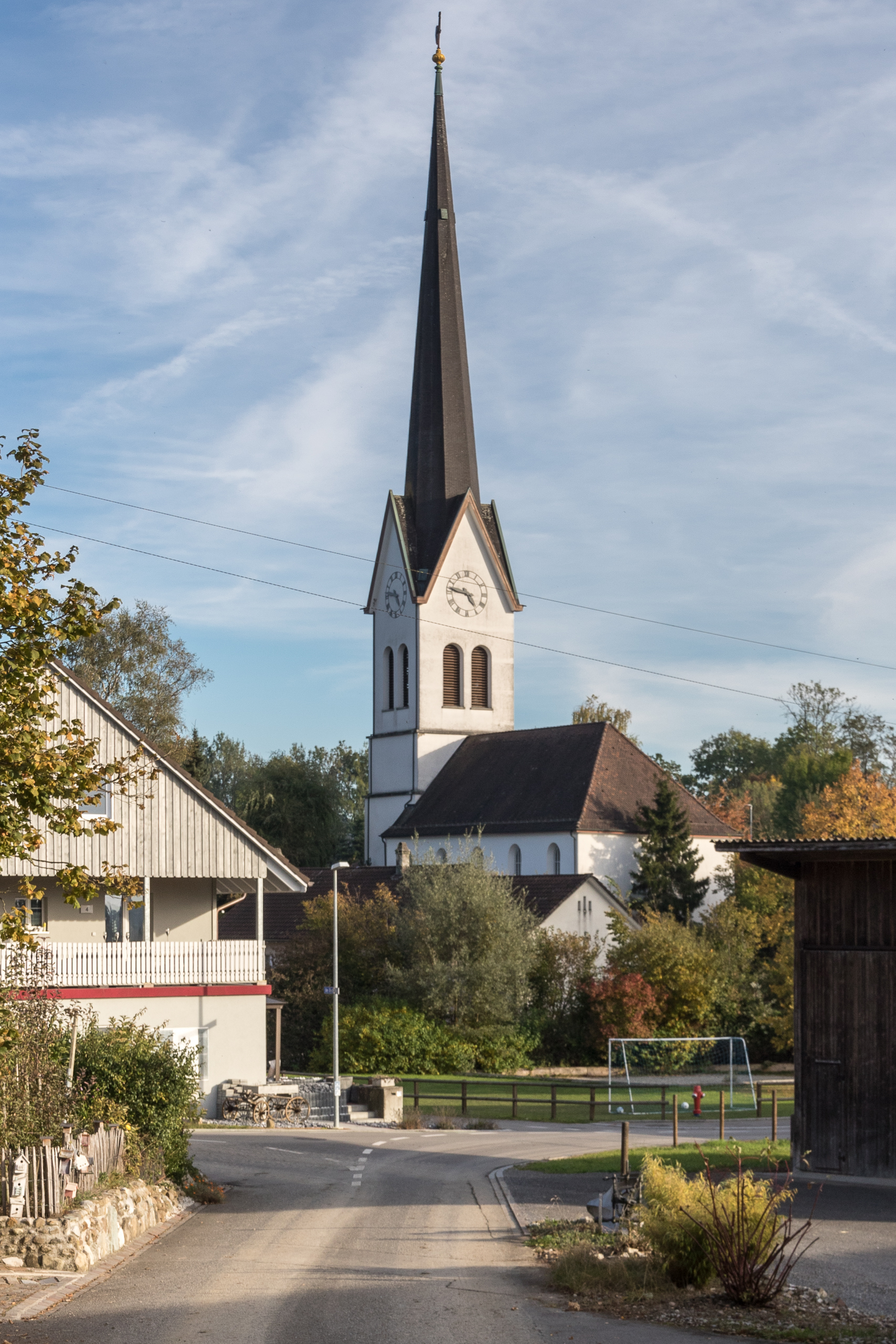
La chiesa riformata di Sant'Agata

- Chiesa riformata di Sant'Agata, attestata dal 1275[1].

## Società

### Evoluzione demografica
L'evoluzione demografica è riportata nella seguente tabella:
Abitanti censiti

## Amministrazione
Ogni famiglia originaria del luogo fa parte del cosiddetto comune patriziale e ha la responsabilità della manutenzione di ogni bene ricadente all'interno dei confini della frazione.